# اجتثاث القبلية
اجتثاث القبلية هو العملية التي ينفصل من خلالها الأفراد الذين ينتمون إلى هوية أو مجتمع إثني أصلي مصغر عن تلك الهوية أو المجتمع المصغر من خلال الجهود المتعمدة التي يبذلها المستعمرون و/أو التأثيرات الأكبر الناجمة عن الاستعمار.
طبق اجتثاث القبلية بصورة ممنهجة من خلال سلخ الأعضاء عن مجتمعاتهم غير المنتمية للمستعمرة حتى يكونوا «مواكبين للعصر» ومتغربين ومتنصرين كما كان الأمر في معظم الحالات، وذلك بغرض تحقيق الازدهار للدولة المستعمِرة. تتناول الروايات التاريخية عدة نزعات من اجتثاث القبلية ومن أكثرها انتشارًا الدور الذي لعبه أصحاب رؤوس الأموال الغربيين الاستعماريين في استغلال عمالة الشعوب الأصلية ومواردهم ومعارفهم، فضلًا عن الدور الذي مارسته البعثات التبشيرية المسيحية ونظام التبشير المسيحي الاستعماري الذي فرض اعتناق المسيحية عوضًا عن الممارسات الثقافية والدينية الأصلية وهنالك حوادث وثق وقوعها عن هذا الأمر في أمريكا الشمالية وأمريكا الجنوبية وإفريقيا وآسيا وأوقيانوسيا. كذلك قاموا أولئك بالتكييف الممنهج للشعوب الأصلية بهدف استيعاب دونيتهم المزعومة من خلال اللجوء لعدد من الأساليب المباشرة وغير المباشرة.
تجلت «الحضارة» طبقًا لوجهة النظر الاستعمارية من خلال تطوير مستوطنات وبنية تحتية دائمة وخطوط اتصال وكنائس وبيئة مهيأة قائمة على استخراج الموارد الطبيعية. عادةً ما فُسر اجتثاث القبلية كمسعى لتحسين أحوال الناس من أساليب العيش الدنيا وغير المتحضرة بحسب اعتبار المستعمرين وإقرارها من خلال سلخ السكان الأصليين عن أراضيهم التقليدية وممارساتهم الثقافية وهوياتهم المجتمعية. أدى ذلك في أغلب الأحيان إلى تعرض السكان الأصليين للتهميش ضمن المجتمع الاستعماري ووقوعهم ضحية لاستغلال القطاع الرأسمالي.
اعتُبر اجتثاث الهنود الحمر في الدراسات الأكاديمية كشكل من أشكال اجتثاث القبلية ولا سيما في الأعمال التي ركزت على الولايات المتحدة وأمريكا اللاتينية. وبالمثل، يستعمل مصطلح اجتثاث القبلية للإشارة إلى عملية التحول الاستعماري الذي تعرضت له عدد من المجموعات الفرعية من السكان الأصليين في الأمريكتين خلال الحقبتين التاريخية والمعاصرة. عرف عالم الأنثروبولوجيا غويليرمو بونفيل باتالا اجتثاث الهنود الحمر على أنه العملية التي تحدث في «عالم الأيديولوجيا» أو الهوية وتتحقق حين «تنجح ضغوط المجتمع المهيمن في تحطيم الهوية العرقية للمجتمع الهندي» حتى عند «استمرار مسار الحياة كما كان عليه الحال من قبل». كذلك استعمل مصطلح اجتثاث السكان الأصليين في الدراسات الأكاديمية لوصف نفس المفهوم. فمثلًا ترى الأكاديمية باتريسيا غونزاليز أن الميستيثو كانوا بمثابة «عبرة مثلى» اختلقها المستعمرون بغرض اجتثاث السكان الأصليين في جميع أنحاء أمريكا اللاتينية.
في حين حصل اجتثاث القبلية في أغلب الأحيان نتيجة مصادرة الأراضي أو تدمير الأوطان أو الأمراض الوبائية أو حتى الإبادة الجماعية بحسب ما ذكره جيمس ف. إدر فقد لا تتضمن الحالات المعاصرة مثل هذه العوامل الخارجية سهلة التحديد. في إطار فلسفة ما بعد الاستعمار، تتغلغل القوى الأقل وضوحًا والمرتبطة بالاقتصادات السياسية للدول القومية الحديثة -مثل حوافز السوق والضغوط الثقافية والأيديولوجيات الدينية الجديدة- في نسيج وروح المجتمعات القبلية وتحفز أفرادها على التفكير والتصرف بطرق جديدة.

## تواريخ المناطق المجتثة قبليًا

### في إفريقيا
اجتمعت القوى الأوروبية إلى جانب الولايات المتحدة في مؤتمر برلين خلال الفترة الممتدة من عام 1884 حتى عام 1885 لتسوية النزاعات الاستعمارية في القارة الإفريقية ومن أجل حماية المصالح الاقتصادية لإمبراطورياتهم الاستعمارية. مثل المؤتمر منصة أساسية لتقسيم «القارة السمراء» كما أطلق عليها الأوروبيون، وجاء ذلك نتيجة تعارض المطالب الإقليمية بين الدول. رغبت مختلف القوى الاستعمارية الأوروبية تفادي الانزلاق في صراع في خضم تدافعهم على إفريقيا ولذلك قاموا بوضع خطوط واضحة المعالم للقارة. عقب الكاتب البريطاني ذوي الأصول البولندية جوزيف كونراد في كتابه «قلب الظلام» في عام 1898 على استخدام الأوروبيين لعينات الألوان للدلالة على مطالبهم الإقليمية في إفريقيا وهي ممارسة شاع استعمالها في تلك الفترة:
«كان ثمة قدر كبير من الأحمر [بريطانيا] - من الجيد رؤيته في أي وقت لأن المرء يعلم حينها أن بعض العمل الحقيقي أنجز هناك وقدر لا بأس به من الأزرق [فرنسا] وقدر ضئيل من الأخضر [البرتغال] ولطخات من البرتقالي ورقعة أرجوانية [ألمانيا] لإظهار أين يحتسي الرواد المبتهجين بيرة اللاجر المرحة. غير أني لم أكن ذاهبًا إلى أي من هذه الأماكن. لقد كنت قاصدًا الجزء الأصفر [بلجيكا] في المنتصف».
تحتم على كل إمبراطورية إثبات كفاءتها كمحتل للأراضي التي طالبت بها حتى تبرر مزاعمها على هذه الأرض. لاحظت الباحثة كيتي ميليت كيف «ظهرت المزارع والحدائق والطرق والسكك الحديدية وحتى الخدمات البريدية» على إثر هذه التوجيهات. كانت القوى المشاركة في المؤتمر الكيانات الوحيدة التي استطاعت ادعاء ملكية هذه المساحات الإفريقية المتنوعة. لم يكن هناك قدرة على تخيل المجموعات المحلية أو الأصلية كقوى سياسية أو كأقران مرئيين أو كرعايا للحكام الأوروبيين. لم يقتصر غياب تمثيل السكان الأصليين على مؤتمر برلين وحسب، بل كانوا أيضًا غائبين عن صياغة القوى الأوروبية المفاهيمية للأقاليم التابعة. إذ لم يكونوا على الخريطة. وعوضًا عن ذلك، نظر الأوروبيون إلى السكان الأصليين كملكية ملحقة بالأرض تعيش في حالة طبيعية متدنية. لاحظت ميليت أن الأوروبيون كانوا في بادئ الأمر «مدركين لتفوقهم من ناحية التقدم قبل أن يكونوا مدركين لبياض بشرتهم... إذ كان عند الهمج أكواخ مؤقتة وكانوا يجوبون الأرياف. ولم يكونوا متمكنين من تسخير الطبيعة لصالحهم بصورة مناسبة. وكان لون بشرتهم يدينهم».
أعلنت القوى الأوروبية فتح السيادة الإقليمية لإفريقيا علانيةً نظرًا لأنهم اعتبروا الأمم الأصلية «شعوبًا غير متحضرة». أدى ذلك إلى مباشرة التدافع على إفريقيا في أواخر القرن التاسع عشر. نصب الأوروبيون أنفسهم كمنقذين وكحكام استعماريين شرعيين على إفريقيا وذلك بعدما وضعوا تصورًا عن القارة كمنطقة دون أصحاب. كان الأفارقة في العقلية الاستعمارية الأوروبية أدنى شأنًا وغير قادرين على «التحضر» لأنهم فشلوا في إدارة أو استغلال الموارد الطبيعية المتوافرة بين أيديهم. وبالنتيجة اعتبروهم بمثابة عقبات أمام الاستثمار الرأسمالي واستخراج الموارد الطبيعية وإنتاجها من أجل بناء إمبراطورية استعمارية جديدة وبيئة مهيأة. بسّط هذا التصور الاستعماري التنوع الشديد الذي ميز السكان الأصليين في إفريقيا إذ اعتبروا كـ«جماعة بدوية غير قابلة للتمثيل من الهواجس التي عبرت الأراضي الأوروبية».
كانت السلطات الأوروبية الاستعمارية التي ضبطت وتحكمت بغالبية الأراضي في إفريقيا بحلول مطلع القرن العشرين (باستثناء إثيوبيا وليبيريا) مترددة حيال «تحديث» الشعوب الإفريقية على نحوٍ ملحوظ. قال حاكم مستعمرة تنجانيقا (ولاحقًا نيجيريا) دونالد كاميرون في عام 1925: «واجبنا أن نبذل كل ما في وسعنا حتى نطور المواطن الأصلي دون تغريبه وتحويله لتقليد سيئ عن الشخص الأوروبي». وعوضًا عن ذلك جادل كاميرون أن مهمة الإدارة الاستعمارية تكمن في جعل الشخص مواطنًا أفريقيًا صالحًا. أشار الباحث بيتر بليتستين إلى رفض الفرنسيين للاندماج الإفريقي في الثقافة الفرنسية من الناحية العملية وكيف استثنوهم من المواطنة الفرنسية مؤكدين على الاختلاف الكبير القائم بين الأفارقة والفرنسيين وأهمية المحافظة على الفصل القائم بين العرقين وذلك في الوقت الذي اعترف فيه الفرنسيون أن تورطهم في إفريقيا كان عبارة عن «مهمة حضارية». يرى محمود ممداني أن المبرر المنطقي للاستعمار لم يكن «مهمة حضارية» مثلما ادعت القوى الأوروبية في كثير من الأحيان بل رمى إلى «تثبيت الهيمنة العرقية من خلال بنائها على نظام سياسي متعدد عرقيًا».